# Benedikt XI.
Nicollò Boccasino (Treviso, 1240. – 7. srpnja 1304.), papa od 1303. do 1304. godine.

## Životopis
Nicollò Boccasino, budući papa Benedikt XI., rodio se god. 1240. u Trevisu kao sin malih i neuglednih ljudi. Majka mu je bila pralja rublja u dominikanskom samostanu pa je tako mladi Nikola rano došao u dodir s dominikancima kojima će kasnije pristupiti te pridonijeti slavi njihova reda. U dominikance je stupio god. 1257. Životopisci naglašavaju da je bio sposoban i nadaren, dobre ćudi te da su ga 1262. godine poglavari poslali na studij logike u Milano, središte Lombardije. Kad mu je bilo 36 godina nalazimo ga kao profesora u njegovu rodnome Trevisu. Neki zaključuju da ga ili nisu držali vrijednim kakvoga odličnoga učilišta ili je on sam želio ostati u pozadini, u provinciji, daleko od velikih i uglednih središta znanosti. Ovo drugo je veoma vjerojatno jer je iskrena poniznost uvijek bila njegova vrlina. On se nikad nije gurao naprijed.
Papa je iza sebe ostavio komentar Evanđelju sv. Mateja, Psalmima, Jobovoj knjizi i Otkrivenju. Prve dvije knjige su kasnije bile čak i tiskane. Ti spisi, iako vrijedni, ne odaju ipak ništa izvanredno. Ni po čemu se ne razlikuju od sličnih teoloških djela tadašnjih dominikanskih učitelja. Za njega je, kao i za njegova suvremenika sv. Tomu Akvinskoga, te mnoge druge dominikanske teologe sve do naših dana: »Teologija znanost koja brani načela vjere protiv onih što ih niječu i koja ih nastoji shvatiti te iz njih izvući zaključke« (Garigou-Lagrange). A načela su vjere zapravo vjerske istine i tajne.
Nikola je osim zbog svojih spisa bio cijenjen i zbog svoje duboke pobožnosti te blagosti u ophođenju sa svakim. Subraća su ga izabrala za provincijala lombardske provincije godine 1286. Kao provincijal pomirio je svoju subraću s građanima Parme. Bila je to prva njegova mirotvorna misija, a bit će ih u njegovu životu još mnogo. Zato jedan pisac i piše o njemu da je bio »blag, mrzio svađe i ljubio mir«. Službu provincijala je obavljao u dva navrata, a onda je na kapitulu u Strasbourgu bio izabran i za generalnog poglavara reda naslijedivši vrlo strogoga Stjepana iz Besançona.
Kao general uspio je pomiriti francuskoga kralja Filipa IV. Lijepog s engleskim kraljem Edvardom I.  Papa Bonifacije VIII. nagradio ga je zbog toga kardinalskim šeširom. Dominikanac je kraj sve svoje poniznosti primio tu čast posve jednostavno i priprosto ne otimajući se od nje. Papa je pak tim odlikovanjem htio nagraditi i vjernost dominikanskoga reda koji je tada i u Crkvi i u društvu uživao velik ugled te imao izvanredan utjecaj.
Kad je na papu Bonifacija VIII. u Anagniju bio izvršen napad, kraj njega se nalazio kardinal Boccasino. Papa se tada držao veoma dostojanstveno, a bilo mu je na veliku utjehu što se uz njega nalazio baš taj dobroćudni kardinal. Nakon smrti Bonifacija VIII. on će 22. listopada 1303. u Vatikanu biti izabran za njegova nasljednika. Pokušat će u Rimu umiriti uznemirene duhove, one od kojih je mnogo pretrpio Bonifacije VIII., ali kad mu to nije pošlo za rukom, premjestio je svoje sjedište u Perugiju. Ondje je brzo umro, vladavši kao papa samo 8 mjeseci i 16 dana. Umro je 7. srpnja godine 1304. Narod ga je odmah počeo štovati kao sveca i čudotvorca. Papa Benedikt XIV. uvrstio ga je godine 1748. u Rimski martirologij te potvrdio da se smije štovati i zazivati kao blaženik.